# Манастири Епархије нишке
Манастири Епархије нишке су део богате баштине Српског народа Јужне и источне Србији која се судбински везала за духовну, културну и просветну делатност и национално биће српског становништва ових области. Делећи судбину народа који их је градио, манастири изграђени на простору Јужне и источне Србије некада су се уздизали до божански лепог, или, пак, били рушени и спаљаивани, од бројних освајача овог дела Балкана. Њихови сачувани остаци и даље зраче божанском светлошћу која је окупљала народ да слави Бога и скупља снагу да опстане и манастире обнови, и тако у круг.
Обнављајући многе старе светиње народ овог подручја Србије сачувао је византијске тековине Хришћанства зачетог на овом простору и православне законе и српску духовност. Зато, је сам чин упознавања са овим манастирима једнако важан за обнову порушених и изградњу нових на простору Јужне и источне Србије. 

## Историја
Историја многих манастира Епархије нишке није позната, па се она може надокнадити сагледавањем историјских података о областима у којој је поникао сваки од манастира, посебно. Након обнове Пећке патријаршије 1557. године нишка митрополија у историји српске православне цркве имала је значајно место. Према дефтеру црквене канцеларије од 1640 до 1655, српској патријаршији припадало су и манастири данашње Епархије нишке, али ко је у том периоду управљао нишком епархијом, и који су све манастири изграђени не може се поуздано тврдити за поједине периоде. Претпоставља се да су у раздобљу када су саграђени неки од манастира, на челу епархије налазио епископ Нишки, или, тачније, епископ Нишевски Герасим.
Најновија истраживања иду у прилог чињеници да је делатност патријарха Пајсија у области Ниша, као и широм Пећке патријаршије, допринела оживљавању културног и црквеног живота, јер је он створи атмосферу у којој су манастири и цркве грађене, обнављане и осликаване. Под његовим благословом у сеоском окружењу Ниша граде се и обнављају храмови, пишу и украшавају књиге.
| „ | „Ова чињеница досад је запостављана, што је имало за последицу да је прва половина 17. века на овим просторима остала недовољно разјашњена. Манастир Св. Богородице у Сићеву је једино у целости сачувано сведочанство ο другачијим, за православни живаљ подношљивим културно-историјским околностима у нишком окружењу, чему је делатност патријарха Пајсија умногоме допринела.” | ” |

## Значај
Споменичко наслеђе са простора Јужне и источне Србије заузима значајно место у културној ризници Србије и Балкана. На територији која је у надлежности Епархије нишке и Завода за заштиту споменика културе Ниш налази се укупно 39 општина и подручје града Ниша (са четири градске општине).
У регистар споменика културе и евиденцију нишког Завода, уписана су четири манастира која су категорисана у споменике културе од изузетног значаја, док су остали манастири проглашени за споменике културе од великог значаја.

## Списак манастира Епархије нишке
| Списак манастира |                                   |                    |                            |          |
| Слика            | Назив манастира                   | Локација           | Подигнута                  | Напомена |
|                  | Ајдановац                         | Ајдановац          | 1321.                      |          |
|                  | Базовик                           | Базовик            | 13. век                    |          |
|                  | Брајина                           | Туларе             | 1355.                      |          |
|                  | Вета                              | Вета               | 14. век                    |          |
|                  | Височка Ржана                     | Височка Ржана      | 1853.                      |          |
|                  | Манастир Свете Тројице у Габровцу | Габровац           | 1833.                      |          |
|                  | Голема Њива                       | Јашуња             | 1517.                      |          |
|                  | Горњи Матејевац                   | Горњи Матејевац    | 11. век                    |          |
|                  | Горчинце                          | Горчинце           | пре 1868                   |          |
|                  | Дивљане                           | Дивљана            | 13. век                    |          |
|                  | Ђунис                             | Ђунис              | 1960.                      |          |
|                  | Манастир Светог Ђорђа             | Завидинце          | 15. век                    |          |
|                  | Иверица                           | Островица          | 14. век                    |          |
|                  | Јашуња                            | Јашуња             | 1499.                      |          |
|                  | Калудра                           | Калудра (Прокупље) | 2014.                      |          |
|                  | Крупац                            | Крупац             | ?                          |          |
|                  | Липовац                           | Липовац            | 14. век                    |          |
|                  | Манастирче                        | Димитровград       | 1870.                      |          |
|                  | Ораовица                          | Ораовица           | 14. век                    |          |
|                  | Пирковац                          | Пирковац           | 14. век                    |          |
|                  | Поганово                          | Поганово           | 12. век.                   |          |
|                  | Рударе                            | Рударе             | 13. век.                   |          |
|                  | Свети Никола                      | Куршумлија         | 1159.                      |          |
|                  | Свети Онфурије                    | Базовик            | 1576. (први пут се помиње) |          |
|                  | Свети Роман                       | Ражањ              | 9. век                     |          |
|                  | Сињац                             | Сињац              | пре 1618                   |          |
|                  | Сићево                            | Сићево             | 17. век                    |          |
|                  | Смиловци                          | Смиловци           | 10. век.                   |          |
|                  | Суково                            | Суково             | 15. век                    |          |
|                  | Темска                            | Темска             | 11. век                    |          |
|                  | Чукљеник                          | Чукљеник           | 1516.                      |          |
|                  | Црковница                         | Црковница          | 16. век                    |          |
|                  | Чиниглавци                        | Срећковац          | 1858                       |          |